# والنسیا
والنسیا (به اسپانیایی: Valencia) یا بالنسیا (به کاتالان: València) مرکز بخش خودمختار والنسیا شهری با بارش های سیل‌آسا و با جمعیت ۸۰۹٫۰۰۰ نفر سومین شهر بزرگ اسپانیا پس از مادرید و بارسلونا است. این شهر سومین منطقه شهری بزرگ اسپانیا با جمعیت تقریبی ۱٫۷ تا ۲٫۳ میلیون نفر است. والنسیا از شرایط شهرهای جهانی برخوردار است. بندر والنسیا از حیث نقل‌و‌انتقال کانتینرها پنجمین بندر اروپا و بزرگ‌تر بندر مدیترانه با حجم معامله ۴٫۲۱ میلیون TEU است.
والنسیا در ابتدا به‌عنوان یکی از مستعمرات روم تأسیس گردید. این شهر در ساحل شرقی شبه‌جزیره ایبری، در کنار رودخانه توریا و بالای خلیج والنسیا در دریای مدیترانه قرار دارد. والنسیا با دارا بودن تقریباً ۱۶۹ هکتار اراضی تاریخی، یکی از مراکز تاریخی بزرگ اسپانیا به حساب می‌آید، این میراث تاریخی و فرهنگی این شهر را به یکی از مقاصد محبوب گردشگران تبدیل کرده‌است. از بین این آثار می‌توان به کلیسای جامع اسپانیا، برج‌های سرانو، لونخا دلا سدا (جزو میراث جهانی یونسکو از ۱۹۶۰ میلادی) و شهر هنرها و علوم اشاره کرد.

## نام
نام اصلی لاتین این شهر والنتیا (به لاتین: Valentia) به معنای شجاع یا مقاوم است. این نامگذاری در پی به رسمیت شناختن شجاعت سربازان سابق ارتش روم پس‌از جنگ صورت گرفت. لیوی، تاریخ‌نگار رومی در این باره می‌گوید که افتتاح این شهر ۲ قرن پیش از میلاد جهت اسکان سربازان رومی که علیه شورشیان شبه‌جزیره ایبری جنگیده بودن، انجام شد. در زمان حکمرانی مسلمان‌ها، از این شهر با عنوان شهر شن‌ها (به عربی: مدينة التراب) یاد می‌شد.

## جغرافیا
این شهر در کنار رودخانه توریا، در ساحل شرقی شبه جزیره ایبری و بخش غربی دریای مدیترانه و در مقابل خلیج والنسیا بنا شده‌است که در شرق اسپانیا جایگاه دارد در جنوب این شهر یعنی خلیج والنسیا که بخش اولیه سواحل جزایر ایبیزا و مایورکا و منورکا
شروع می‌شوند

### آب و هوا
والنسیا دارای آب و هوای نیمه استوایی بر روی مرز میان آب و هوایی مدیترانه‌ای و آب و هوا نیمه خشک با زمستان‌های معتدل و گرمای طولانی است.
متوسط دمای این شهر در طول سال در روز ۲۲٫۳ درجه سانتی‌گراد و در شب ۱۳٫۴ درجه سانتی‌گراد است. در ژانویه، سردترین ماه سال درجه هوا در طول روز حداکثر ۱۰ تا ۲۰ °C و در طول شب ۲ تا ۱۲ °C و دمای آب ۱۴ °C می‌باشد. در ماه اوت، گرم‌ترین ماه سال درجه هوا در طول روز حداکثر ۲۸ تا ۳۴ °C و در طول شب در حدود ۲۳ °C و دمای آب ۲۶ °C می‌باشد.

## اقتصاد
والنسیا قبل از بحران ۲۰۰۸ از رشد اقتصاد قوی برخوردار بود که بیشتر آن از صنعت گردشگری و ساخت و ساز، مخابرات و حمل و نقل به وجود آمده بود. اقتصاد والنسیا خدمات محور است. به طوری که نزدیک به ۸۴ درصد از جمعیت کارکنان در بخش‌های خدمات‌رسانی مشغول به کار هستند. با این حال، شهر هنوز یک زیرساخت صنعتی مهم را نگهداری کرده‌است، ۸٫۵ درصد جمعیت شاغل در این بخش کار می‌کنند. به تازگی رشد در بخش تولید، عمدتاً در زمینه ساخت خودرو بهبود یافته‌است.

## آثار تاریخی
این شهر از نظر آثار تاریخی ۱۰۰۰ سال قدمت دارد می‌توان به کلیسای جامع اسپانیا، برج‌های سرانو، لونخا دلا سد، اشاره کرد که همهٔ این‌ها جزو میراث فرهنگی یونسکو می‌شوند